# Sitaris balachowskyi
Sitaris balachowskyi là một loài bọ cánh cứng trong họ Meloidae. Loài này được Peyerimhoff miêu tả khoa học năm 1931.